# Chelidonia
Santa Chelidonia, o anche Cleridonia (Cicoli, 1º ottobre 1077 circa – Subiaco, 13 ottobre 1152), è stata una religiosa italiana, visse in eremitaggio per oltre 50 anni nella valle dell'Aniene. È venerata come santa dalla Chiesa cattolica che la ricorda il 13 ottobre.

## Agiografia
All'età di vent'anni Cleridonia lasciò la casa paterna per dedicare la propria vita alla contemplazione di Dio, eleggendo come luogo di destinazione una grotta in località Morra Ferogna nella valle dell'Aniene, che già 500 anni prima san Benedetto aveva frequentato. Qui Cleridona visse cinquantadue anni in preghiera e digiuno: il suo nome fu mutato in Chelidonia, che in greco (chélidon), significa rondine.
Chelidonia interruppe la sua vita eremitica solo in un'occasione (tra il 1111 e il 1122), per un pellegrinaggio a Roma: di ritorno a Subiaco prese l'abito benedettino dal cardinale Conone, vescovo di Palestrina.
Rimase nella grotta fino alla morte, avvenuta nella notte tra il 12 e il 13 ottobre del 1152.

## Culto
Già papa Eugenio III decretò a Chelidonia gli onori degli altari. 
Nel Martirologio Romano è riportata al 13 ottobre: "Presso Subiaco nel Lazio, santa Chelidona, vergine: si tramanda che per cinquantadue anni abbia condotto vita solitaria e di estrema austerità servendo Dio solo".
Nel XVI secolo le sue spoglie furono trasportate nel Monastero di Santa Scolastica e il 21 ottobre 1695 fu proclamata patrona di Subiaco dalla Sacra Congregazione dei Riti.